# Avenula bromoides
Avenula bromoides é uma espécie de planta com flor pertencente à família Poaceae. 
A autoridade científica da espécie é (Gouan) H. Scholz, tendo sido publicada em Willdenowia 7(2): 420. 1974.

## Portugal
Trata-se de uma espécie presente no território português, nomeadamente os seguintes táxones infraespecíficos:
- Avenula bromoides subsp. bromoides - presente em Portugal Continental. Em termos de naturalidade é nativa da região atrás referida. Não se encontra protegida por legislação portuguesa ou da Comunidade Europeia.
- Avenula bromoides subsp. pauneroi - presente em Portugal Continental. Em termos de naturalidade é endémica da Península Ibérica. Não se encontra protegida por legislação portuguesa ou da Comunidade Europeia.